# Cardwell (Australie)
Pour les articles homonymes, voir Cardwell.
Cardwell (1 250 habitants) est un village de la région de la Cassowary Coast, au nord du Queensland en Australie, sur la côte est, à mi distance entre Townsville au sud et Cairns au nord.

## Histoire
C'est une ville étape sur la "Bruce Highway" la route qui remonte au nord du Queensland en longeant la côte est. C'est surtout la principale porte d'accès à Hinchinbrook Island le plus grand parc naturel dans une île en Australie.
Les premiers européens s'installèrent dans la région en janvier 1864 pour créer un port qui fut d'abord appelé "Port Hinchinbrook". La ville changea ensuite de nom sur décision du gouverneur Bowen et prit le nom de Cardwell d'après Edward Cardwell, secrétaire d'État à la Guerre du Royaume-Uni de 1868 à 1874.